# William Porter (MP)
William Porter (fl. 1388) foi um membro do parlamento inglês e merceeiro.
Ele foi um membro (MP) do Parlamento da Inglaterra por Southwark em fevereiro de 1388.